# Global Marijuana March

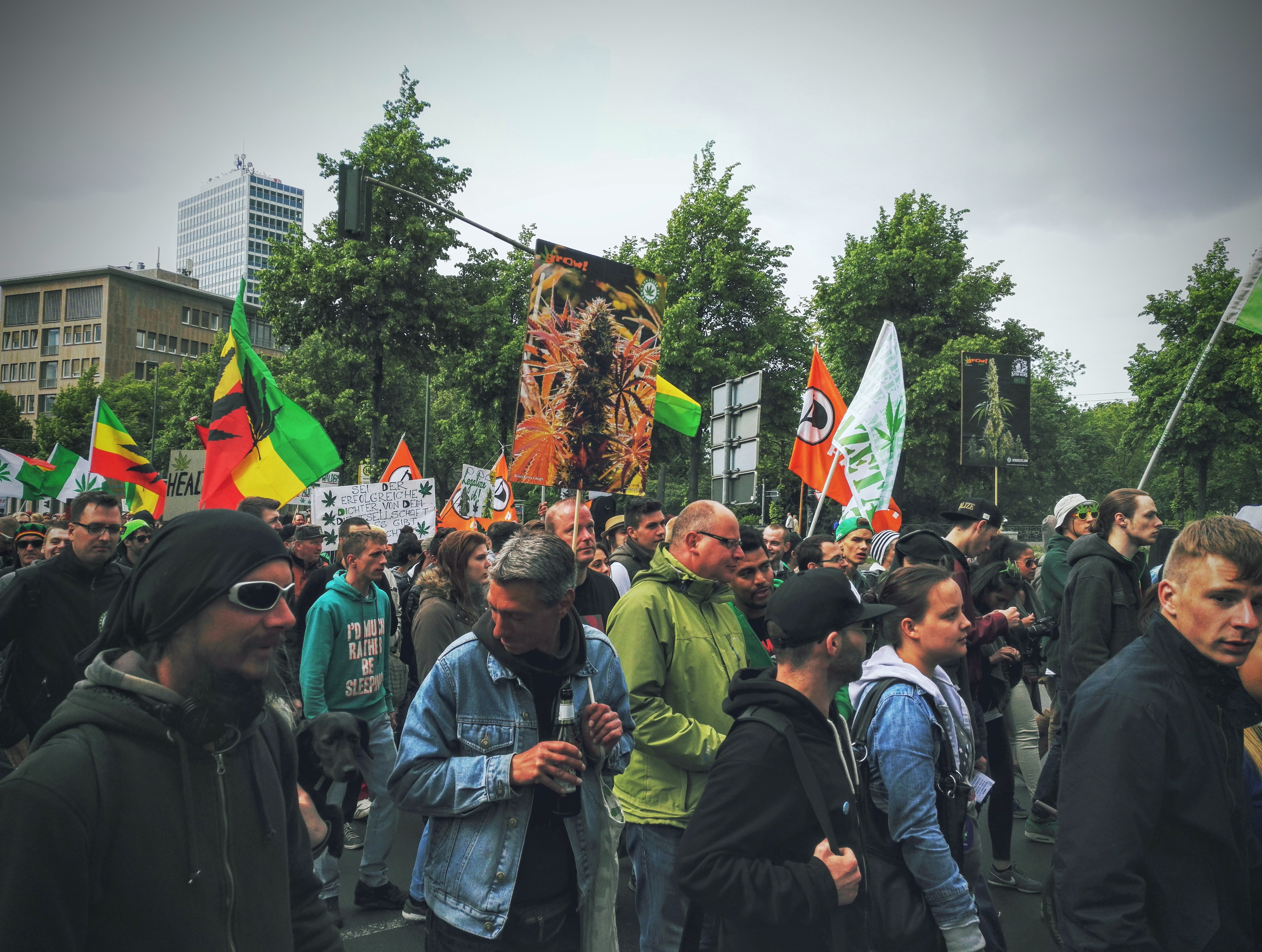
Global Marijuana March in Düsseldorf (2016)

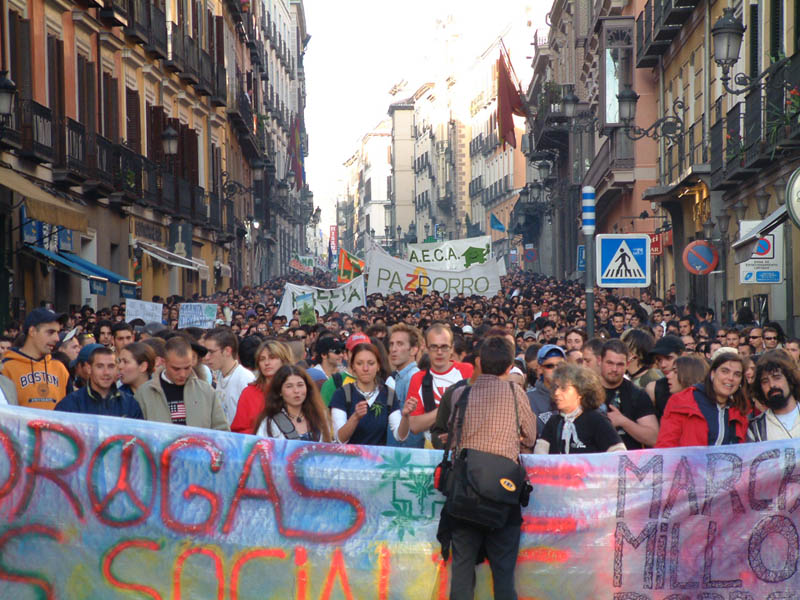
Million Joint March als Teil des Million Marijuana March in Madrid, Spanien (2004)

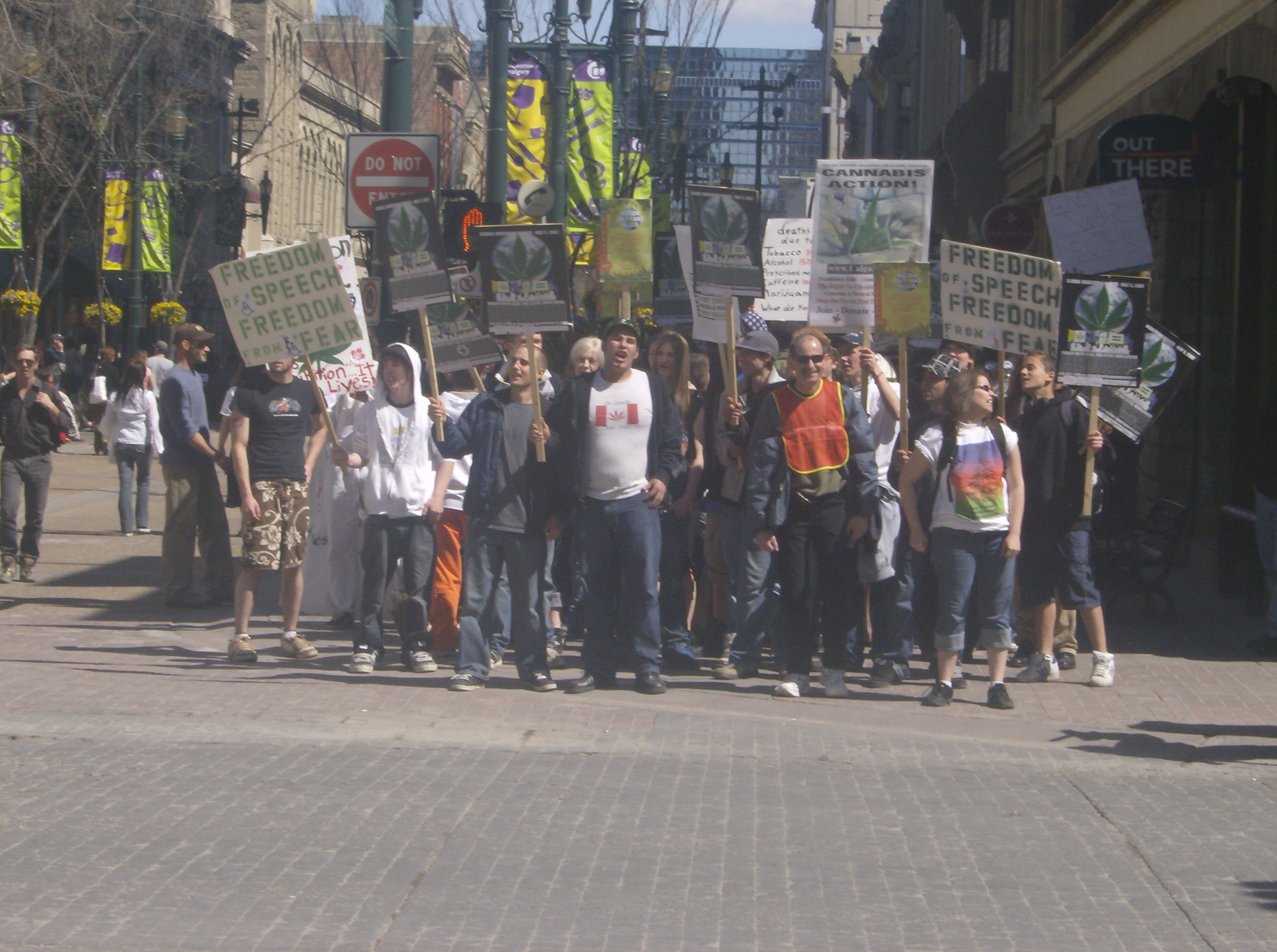
Global Marijuana March in Calgary, Kanada (2007)

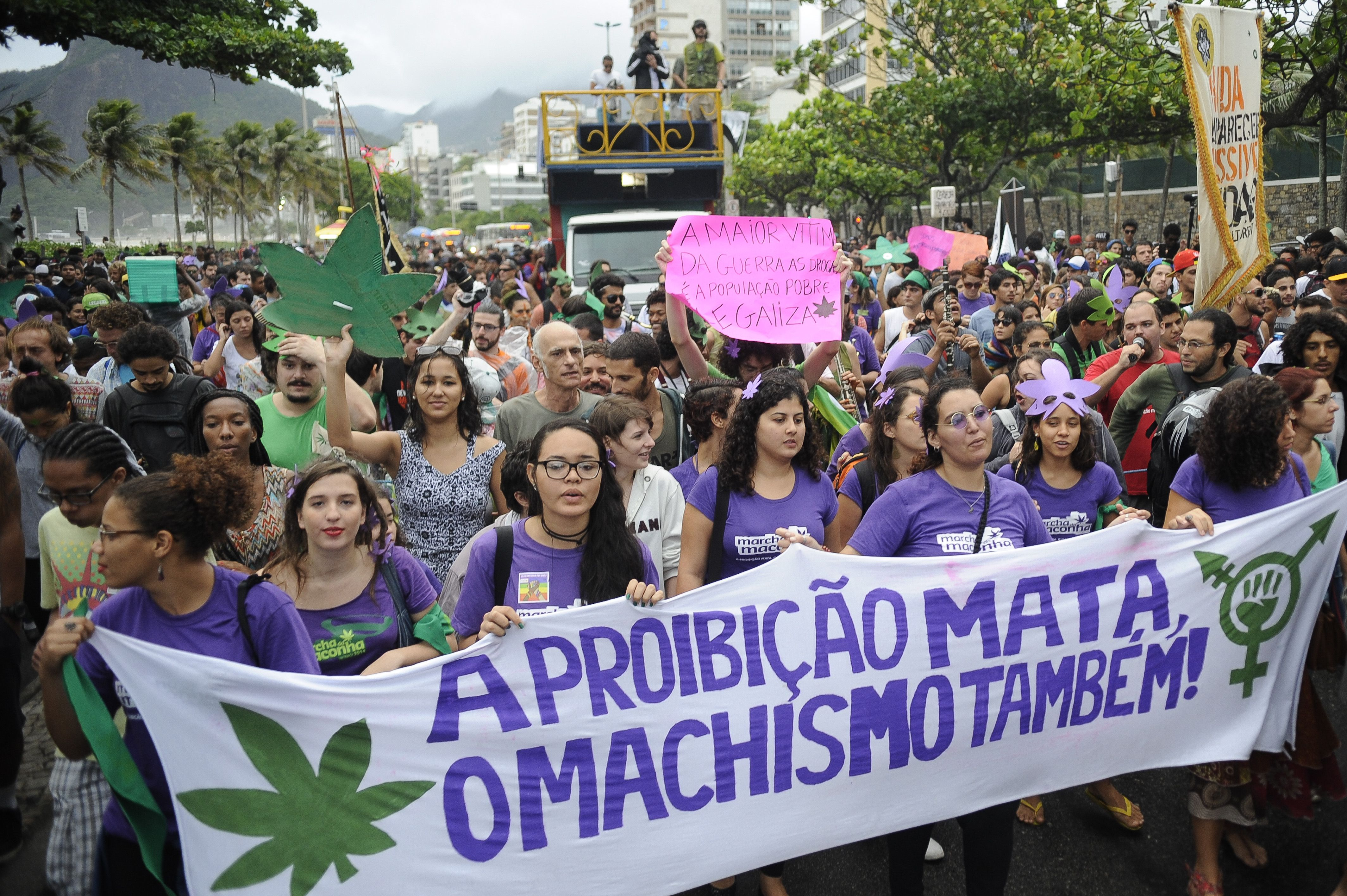
Global Marijuana March 2014 in Rio de Janeiro, Brasilien

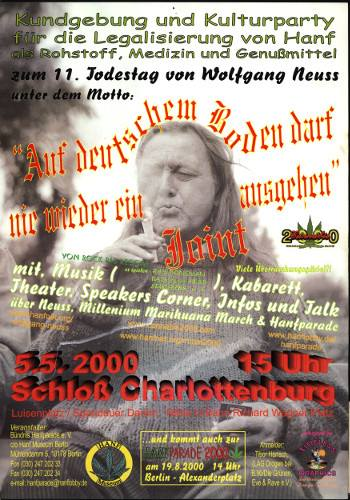
Poster zum Global Marijuana March 2000 in Berlin

Der Global Marijuana March (GMM), auch Million Marijuana March (MMM) und Global Cannabis March genannt, ist eine alljährliche internationale Demonstration für die Legalisierung von Cannabis und Cannabisprodukten. Er findet immer im und um den Monat Mai statt, so zum Beispiel in Berlin Anfang Mai und in Prag Mitte/Ende Juni. Es werden Protestmärsche, Kundgebungen, Treffen, Infostände, Konzerte, Festivals und Raves abgehalten.
Den Global Marijuana March startete der Hanf-Aktivist Dana Beal 1999 unter dem Namen Million Marijuana March in den USA. Seitdem haben hunderttausende Teilnehmer weltweit in über 829 verschiedenen Städten in 72 Ländern daran teilgenommen. Lokal wird er zum Teil auch unter anderen Namen wie etwa World Cannabis Day, Cannabis Liberation Day, Global Space Odyssey, Ganja Day, J Day, Million Blunts March usw. abgehalten. Der Global Marijuana March will aufzeigen, dass es sich bei Cannabis-Szene um eine ganz eigene Subkultur und Lebensstil handelt, für den sich die Cannabiskonsumenten bewusst entschieden haben und zelebriert diesen. Es sind Konsumenten bzw. Legalisierungs-Befürworter sowie Nicht-Konsumenten gleichermaßen eingeladen daran teilzunehmen.

## Deutschland
In Deutschland koordiniert zum Teil der Deutsche Hanfverband (DHV) die Termine und stellt Material wie bspw. Plakate, Flugblätter usw. zur Verfügung. Unabhängig vom Global Marijuana March findet in Berlin seit 1997 jährlich die Hanfparade statt.

### 2000
Der erste Global Marijuana March, damals auch Millennium Marihuana March (MMM) anlässlich des Jahrtausendwechsel genannt, fand in Berlin am 5. Mai 2000 statt und wurde vom Bündnis Hanfparade e.V. organisiert.

### 2001
Der globale Hauptorganisator Dana Beal kam zur Hanfparade 2001 und sprach auf der Bühne.

### 2010
Es fand der „Hanftag“ mit dem Motto „Verstecken ist nicht mehr“ am 8. Mai 2010 in Berlin mit einer Demo und anschließender Party im Yaam statt.

### 2012
2012 fand der Global Marijuana March in Deutschland in Berlin, Frankfurt, Hannover, Potsdam und Schwerin statt.

### 2013
Nach Angaben des deutschen Hanfverbandes demonstrierten 2013 insgesamt 2000 Menschen in Berlin, Dortmund, Erlangen, Frankfurt, Hamburg, Hannover, Köln, München, Potsdam, Stuttgart und Ulm.

### 2014
Im Jahr 2014 fand der Global Marijuana March in Berlin (10. Mai), Bremen, Dortmund, Dresden, Erlangen, Frankfurt, Hamburg, Hannover, Heidelberg, Kempten, Köln, München, Nürnberg (4. Mai), Plauen, Ulm, Wuppertal und Würzburg statt.

### 2015
Im Jahr 2015 fand der GMM deutschlandweit an fünf verschiedenen Terminen über drei Wochen hinweg mit über 7.000 Menschen in mehr als 20 Städten statt.

### 2016
Im Jahr 2016 hatte man, um größtmögliche öffentliche Aufmerksamkeit zu erzielen, deutschlandweit größtenteils den 7. Mai um 14 Uhr als Termin in den teilnehmenden 33 Städten auserkoren. Die letzten deutschlandweiten GMMs 2016 fanden am 21. Mai statt. Mehr als 10000 Menschen nahmen 2016 in Augsburg, Berlin, Braunschweig, Bremen, Dortmund, Dresden, Duisburg, Düsseldorf, Erfurt, Erlangen, Flensburg, Frankfurt am Main, Freiburg im Breisgau, Hamburg, Hannover, Heidelberg, Ingolstadt, Kempten, Köln, Lüdenscheid, Mainz, München, Nürnberg, Osnabrück, Passau, Plauen, Rostock, Stuttgart, Tübingen, Ulm, Viersen, Weiden in der Oberpfalz und Wildeshausen an den Demonstrationen teil.

### 2017
Das Datum des GMM 2017 wurde vom Deutschen Hanfverband auf den 6. Mai festgelegt, wobei auch vereinzelt am 12. und 13. Mai Termine stattfanden. Der GMM 2017 fand in Augsburg, Berlin, Braunschweig, Dortmund (13. Mai 2017), Dresden, Duisburg, Düsseldorf, Erlangen, Euskirchen (13. Mai 2017), Frankfurt a. M., Freiburg i. Br., Halle (Saale), Hamburg (12. Mai 2017), Hannover, Heidelberg, Ingolstadt, Köln, Konstanz, Mainz, München, Nürnberg, Passau, Plauen (13. Mai 2017), Regensburg, Rostock, Stuttgart, Tübingen, Ulm, Viersen, Weiden und Wildeshausen (13. Mai 2017) statt. 8000 Menschen nahmen 2017 deutschlandweit an den Demonstrationen teil.

### 2018

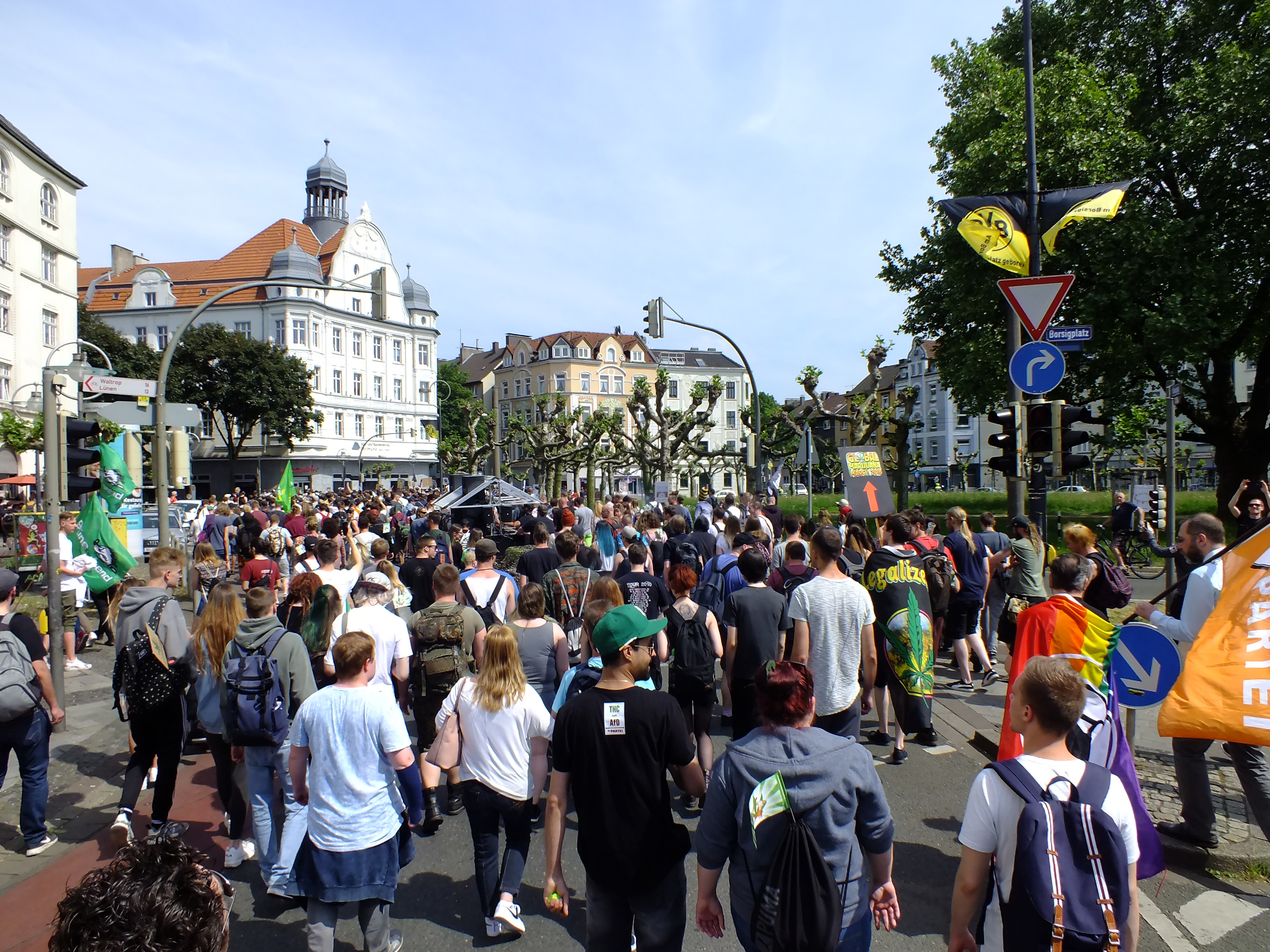
Global Marijuana March Dortmund 2018

Das Datum des GMM 2018 wurde vom Deutschen Hanfverband auf den 5. Mai festgelegt, wobei einige auch am 10. und 12. Mai stattfanden. Der GMM 2018 fand in Augsburg, Annaberg-Buchholz, Berlin, Braunschweig, Dortmund, Düsseldorf, Dresden, Duisburg, Erlangen, Freiburg, Halle, Hannover, Heidelberg, Ingolstadt, Koblenz, Köln, Mainz, München, Münster, Nürnberg, Ulm, Passau, Rostock, Regensburg, Stuttgart, Viersen, Weimar und Wildeshausen statt. 9000 Menschen nahmen deutschlandweit an den Demonstrationen teil.

### 2019
Der GMM 2019 fand Anfang Mai in Annaberg-B, Braunschweig, Dortmund, Dresden, Düsseldorf, Duisburg, Erfurt, Erlangen, Frankfurt, Freiburg, Fürth, Halle (Saale), Hamburg, Hannover, Heidelberg, Kitzingen, Koblenz, Köln, Konstanz, Ludwigshafen, Mainz, Mönchengladbach, München, Münster, Passau, Regensburg, Rostock, Saarbrücken, Solingen, Stuttgart, Ulm, Viersen und Wildeshausen statt.

### 2020
Das Datum des GMM 2020 wurde vom Deutschen Hanfverband auf den 2. Mai festgelegt, wobei dieser aufgrund der Coronavirus-Pandemie nicht wie gewohnt auf der Straße, sondern vorerst im Internet stattfand. Hierzu wurde z. B. der Hashtag #GMM2020 verwendet, welcher Platz 2 auf Twitter erreichte. „Mit knapp 60.000 Aufrufen war der diesjährige Global Marijuana March in Deutschland eine der größten Online-Demos der deutschen Geschichte.“
Am 12. September fanden Straßen-Demonstrationen in Duisburg, Hamburg, München, Regensburg und Tübingen statt. Die letzte Demo des Jahres fand am 24. Oktober in Braunschweig statt.

### 2021
Das Datum des GMM 2021 wurde vom Deutschen Hanfverband auf den 15. Mai festgelegt. Straßen-Demonstrationen wurden corona-konform in Braunschweig, Duisburg, Frankfurt am Main, Halle (Saale), Heidelberg, Karlsruhe, Nürnberg, Regensburg und Tübingen abgehalten.

### 2022
Das Datum des GMM 2022 wurde vom Deutschen Hanfverband auf den 7. Mai festgelegt. Demonstrationen fanden in Berlin, Braunschweig, Dortmund, Dresden, Düsseldorf, Erlangen, Halle (Saale), Hamburg, Heidelberg, Konstanz, Magdeburg, München, Nürnberg, Regensburg, Stuttgart und Ulm statt. Es fanden dazu noch am 13. und 14. Mai Demos in Darmstadt, Oldenburg, Freiburg und Frankfurt am Main statt.

### 2023
Das Datum des GMM 2023 wurde vom Deutschen Hanfverband auf den 6. Mai festgelegt und fand in Berlin, Braunschweig, Darmstadt, Dresden, Erfurt, Erlangen, Frankfurt am Main, Halle (Saale), Hamburg, Hanau, Heidelberg, Karlsruhe, Koblenz, Konstanz, Magdeburg, Nürnberg, Regensburg, Stuttgart und Ulm statt. Einige andere fanden später am 13. Mai in Bamberg, Dortmund, Düsseldorf, Freiburg im Breisgau, Heilbronn, München, Oldenburg und Würzburg statt. Über 5000 Menschen nahmen deutschlandweit an den Demonstrationen teil.

### 2024
Das Datum des GMM 2024 wurde vom Deutschen Hanfverband auf den 4. Mai festgelegt. Demonstrationen fanden in Berlin, Darmstadt, Dresden, Erfurt, Frankfurt am Main, Halle (Saale), Heidelberg, Kiel, Konstanz, Magdeburg, München, Norderstedt, Nürnberg, Regensburg, Saarbrücken und Stuttgart statt. Weitere Demos fanden am 11. Mai in Düsseldorf, Dortmund und Koblenz statt.
Trotz des Beschlusses des Cannabisgesetzes (CanG) und dessen Inkrafttreten seit dem 1. April 2024, machen sich der Deutsche Hanfverband und Cannabis-Konsumenten weiterhin für eine vollumfängliche Legalisierung von Cannabis stark. Bemängelt werden Unzulänglichkeiten und Missstände des CanG, zum Beispiel das Fehlen von Cannabis-Fachgeschäften, Konsumverbot innerhalb der Anbauvereinigungen, Abstandsregeln oder Besitzobergrenzen, die so für andere Genussmittel wie Alkohol und Tabak nicht existieren und deshalb weiterhin zu einer Strafverfolgung von Konsumenten führen können. Auch ist für Gelegenheitskonsumenten – die größte Gruppe der Cannabiskonsumenten in Deutschland – eine Mitgliedschaft in einem Verein unattraktiv oder der Eigenanbau unpraktikabel, wenn nur wenige Male im Jahr konsumiert wird.

### 2025
Das Datum des GMM 2025 wurde vom Deutschen Hanfverband auf den 3. Mai festgelegt. Demonstrationen fanden in Berlin, Braunschweig, Darmstadt, Dresden, Erfurt, Freiburg, Heidelberg, Heidenheim, Koblenz, Köln, München, Nürnberg, Regensburg und Stuttgart statt. Daneben gab es noch Demos am 10. Mai in Dortmund, Düsseldorf und Magdeburg, sowie am 11. Mai in Halle (Saale). Das bundesweite Motto für eine vollumfängliche Cannabis-Legalisierung und Forderung der Umsetzung der angekündigten Säule II des Cannabisgesetzes lautete: Legalisierung durchziehen – Fachgeschäfte jetzt!

## Österreich

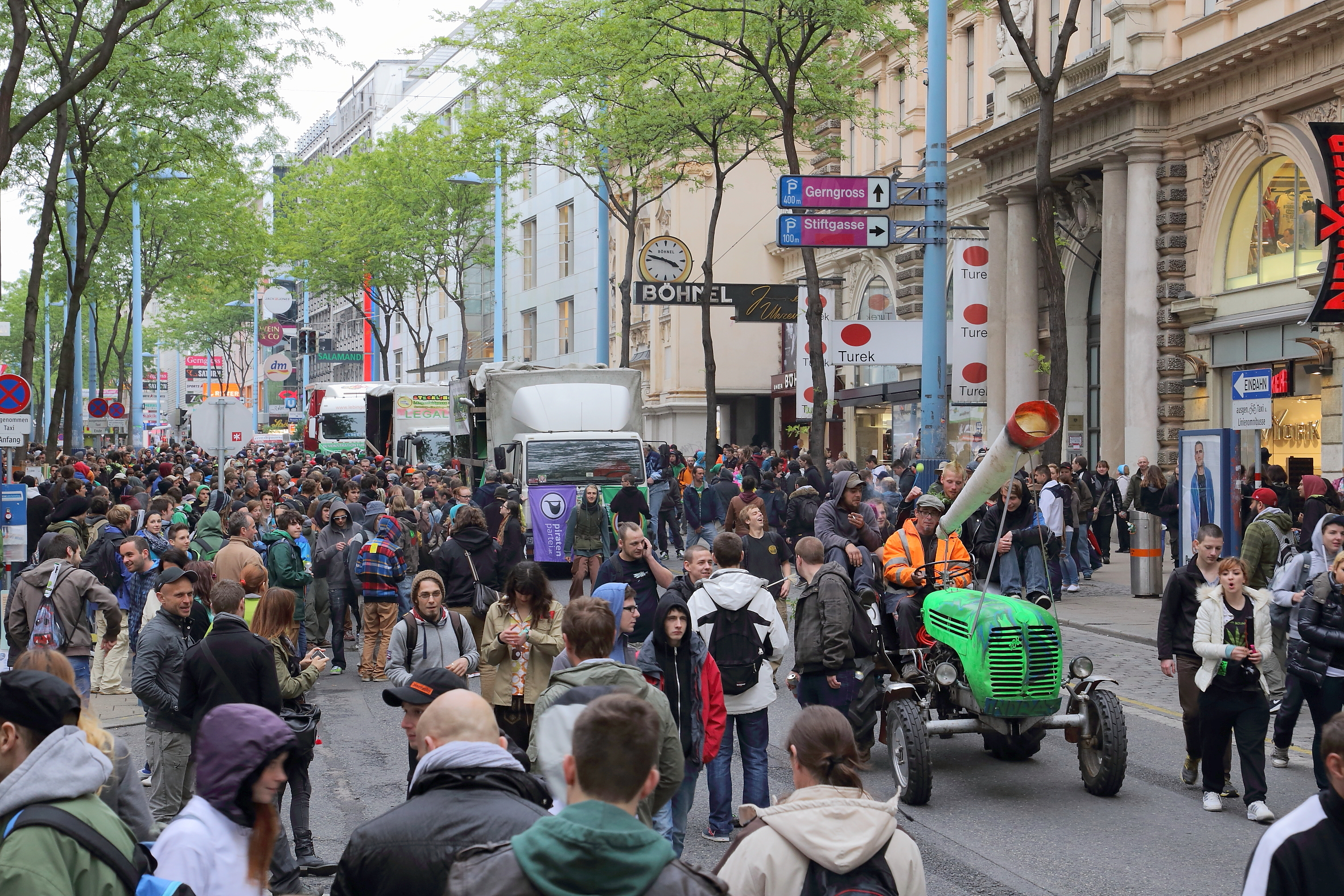
Hanf-Wandertag 2014 auf der Mariahilfer Straße in Wien

In Österreich findet seit 2008 in der Wiener Innenstadt ein Global Marijuana March statt, der unter dem Namen Hanfwandertag abgehalten wird.